# Sylvie Lago
Pour les articles homonymes, voir Lago.
Sylvie Lago est une judokate ivoirienne.

## Biographie

### Carrière
Sylvie Lago est médaillée de bronze dans la catégorie des moins de 52 kg aux Championnats d'Afrique de judo 2001 se déroulant à Tripoli en Libye.